# Linaria amethystea
{{Speciesbox
| name = 
| image = Linaria amethystea - 25042010.jpg
|image_width=283px
| taxon = Linaria amethystea
| authority = (Vent.) Hoffmanns. & Link, 1811
| synonyms = Antirrhinum amethysteum Vent.

Antirrhinum amethystinum [[Willd. [Spelling variant]]]
Antirrhinum bipunctatum Cav.
Antirrhinum elegans Pers.
Antirrhinum polygonifolium Poir.
Linaria amethystea subsp. ignescens (Kunze) D.A.Sutton
Linaria amethystea var. ignescens (Kunze) Malato-Beliz
Linaria broussonnetii (Poir.) Chav.
Linaria ignescens Kunze
| subdivision_ranks = Підвиди
| subdivision = Linaria amethystea subsp. multipunctata (Brot.) Chater & D.A.Webb
}}
Linaria amethystea — вид рослин родини подорожникові (Plantaginaceae).

## Опис
Однорічна трав'яниста рослина, мало або залозисто-волосата. Має блакитно-зелені вертикальні стебла, до 20 см, прямі, прості або слабо розгалужені, листки того ж кольору, вузьколанцетні. Листя до 20×3 мм, лінійні або вузько-еліптичні. Весняні квіти, одиночні або в невеликих групах в кінці стебла. Віночок з двома губами, верхня вузька, аметистова і нижня чашка, майже біла і плямисто блакитна. На квіти в сукупності припадає майже чверть довжини рослини. Капсула 3-4,5 мм. Насіння 1-1.8 х 0, 51,5 мм, плоскі, чорні диски. Цвіте і плодоносить з січня по травень.

## Поширення
Піренейський півострів і Північно-Західна Африка. Росте на піщаних субстратах; 0- 2500 метрів.

## Галерея

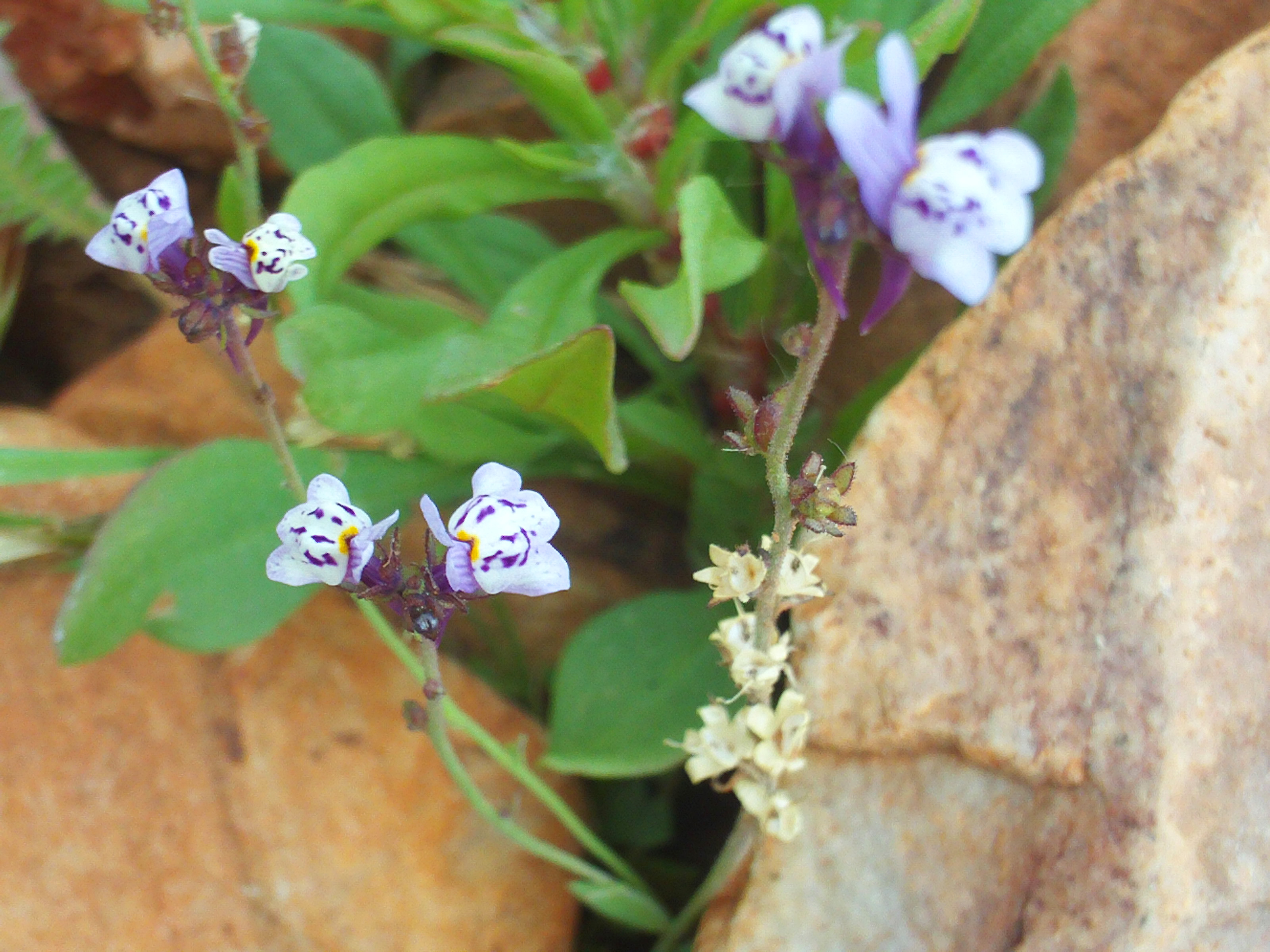
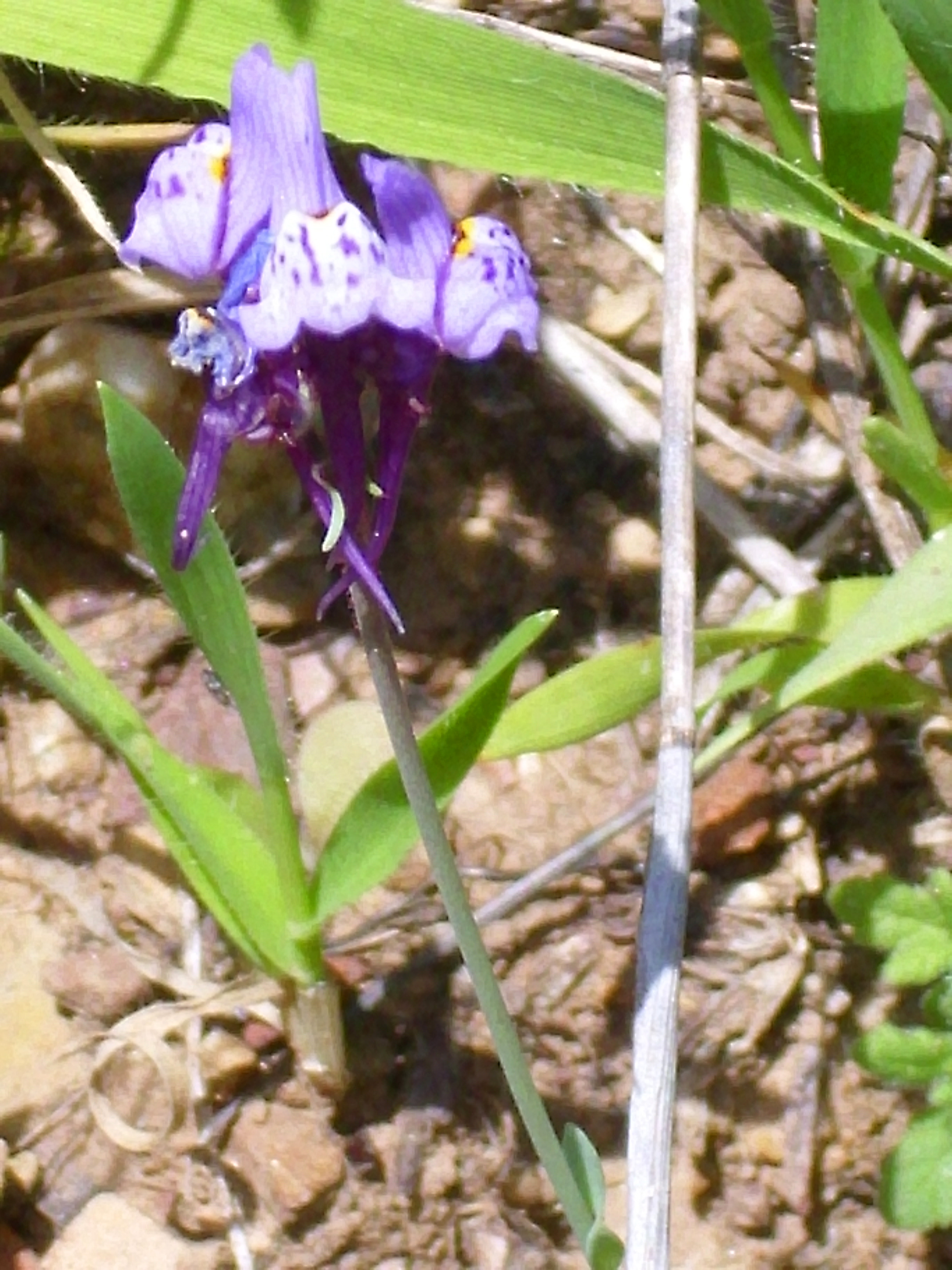
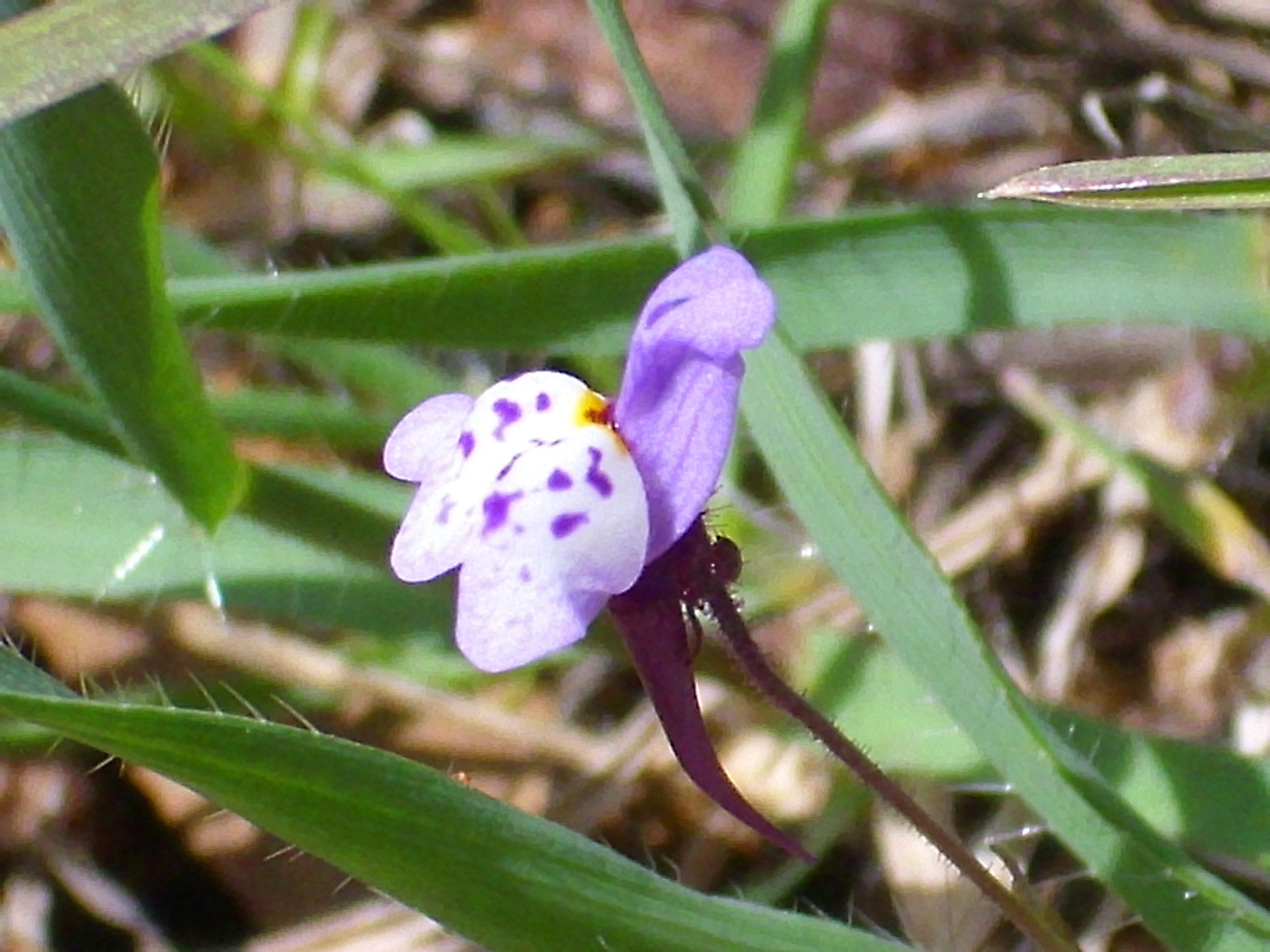